# Ante la bandera
"Ante la bandera" ("Face au Drapeau") es una novela escrita por el escritor Francés Jules Verne publicada primeramente en la segunda serie de la "Magazine de ilustración y recreo" ("Magasin d’Education et de Récréation") desde el 1 de enero (volumen 3, número 25) hasta el 15 de junio de 1896 (volumen 3, número 36), y, como libro, ese mismo año junto a "Los Viajes de Clovis Dardentor". En ella se narran las peripecias de un científico que crea una poderosísima arma: el fulgurador Roch, en una clara alusión a la bomba atómica.

## Argumento
El ingeniero francés Tomás Roch inventa un arma de destrucción masiva a la que denomina «fulgurador Roch», e intenta venderla a las naciones del mundo. Al pedir un precio demasiado alto, ningún país compra su bomba, y el inventor cae en la locura y es internado en la "Healthful-House" ("Casa de Salud"), especie de instituto psiquiátrico.
Allí es espiado por otro ingeniero francés, Simón Hart, quien espera desvelar el secreto del invento. Pasado un tiempo, ambos son secuestrados por el pirata malayo Ker Kerraje, quien dirige una banda internacional de piratas y lleva a los ingenieros a su base secreta en el Caribe: la isla caliza Back Cup («Copa Invertida»), que hacen pasar por un volcán quemando restos de algas.
Finalmente, Tomás Roch crea su «fulgurador» y lo utiliza para repeler a las fuerzas de la marina de guerra de varios países que atacan la isla de los piratas, pero, al reconocer la bandera de su país en uno de los barcos, utiliza su arma para destruir la isla, a los piratas, a su invento y a sí mismo.

## La novela
Novela de corte pesimista, es un claro exponente de la mentalidad de Verne con respecto a las armas, el creciente poderío y militarismo de Alemania y el papel que la ciencia puede representar como creadora de monstruos en la figura de un científico loco que posee un invento capaz de los mayores beneficios (como la demolición una pared con sólo unos gramos del explosivo Roch) o de las mayores desgracias (en este caso, el hundimiento de un barco de guerra).
El autor denuncia también el uso de las nuevas técnicas mediante la presentación del mal empleo de un submarino, ingenio que encargado por el gobierno de los Estados Unidos con fines de investigación, pero que, después de ser robado, es utilizado por los piratas para asaltar, hundir y saquear los barcos que intercepta.
El Fulgurador Roch es descrito como un explosivo orgánico altamente inestable, basado en el uso del nitrometano por sustitución de algunos radicales no indicados, que aparece como líquido con tendencia a la coagulación. El proyectil volador que lo contiene («misil», lo llamaríamos hoy) está basado en el uso del cañón neumático Zalinski, invento popular en la época perfeccionado por la inventiva de Verne.

## El juicio de Verne
El personaje principal de Roch le ganó a Verne ser demandado por el científico Eugène Turpin, inventor que había patentado un explosivo hecho a partir del ácido pícrico que emplearía después el gobierno francés con el nombre de «melinita». Aunque Verne ganaría el juicio fácilmente, hoy en día está comprobado que se basó completamente en este histórico personaje, ya que la correspondencia entre su editor y él identifica a Roch como «el Turpin». Turpin había sido rechazado por el gobierno de Francia y por otros al intentar vender su invento.

## Temas vernianos tratados

### Anticipaciones
Esta novela, junto con "Los quinientos millones de la begún", se considera como la anticipación de las armas de destrucción masiva, en especial la bomba atómica

### La locura
Tomás Roch pierde la cordura al verse despreciado por las naciones. En sus últimas novelas, Verne parece pensar que los científicos excéntricos estaban condenados a terminar mal. Por ejemplo en "La impresionante aventura de la misión Barsac", Marcel Camaret (un genio que ha construido magníficos inventos que dan vida a Blackland) raya en la locura y la recupera únicamente para salvar a los protagonistas. Otro ejemplo es la novela "El secreto de Wilhelm Storitz", en la que el protagonista termina en la locura, lo mismo que su padre, el creador de la fórmula. Quizá el más claro ejemplo es ver a Robur en "Dueño del mundo", desafiando a Dios en plena tormenta.
Otro entrañable personaje que pierde la razón, esta vez por una pérdida personal, es Mistress Branican, la protagonista de la novela homónima.

### Geografía
Esta novela, es de las que menos hablan sobre geografía, sin embargo tiene viajes por Las Antillas y como es usual por Verne siempre procura describir lo más posible el entorno geográfico.

## Lista de capítulos
- I Healthful House.
- II El conde de Artigas.
- III Doble rapto.
- IV La goleta Ebba.
- V ¿Dónde estoy? Notas del maquinista Simón Hart.
- VI Sobre el puente.
- VII Dos días de viaje.
- VIII Back-Cup.
- IX Adentro.
- X Ker Karraje.
- XI Durante cinco semanas.
- XII Los consejos del maquinista Serko.
- XIII ¡Buen viaje!.
- XIV El Sword en lucha con el Tug.
- XV Espera.
- XVI Algunas horas más.
- XVII Uno contra cinco.
- XVIII A bordo del Tonnant.

## Adaptaciones

### Cine
- 1958: "Una invención diabólica" ("Vynález zkázy"). Československý státní film. Checoslovaquia.
  - Guion: Karel Zeman, František Hrubín, Jiří Brdečka.
  - Diálogos: Milan Vácha.
  - Dir.: Karel Zeman
  - Int.: Arnost Navrátil, Lubor Tokoš, František Šlégr, Miloslav Holub, Václav Kyzlink, Jana Zatloukalová, Otto Šimánek, František Černý.
  - Música: Zdeněk Liška.